# Jurassic Commando
Pour plus de détails, voir Fiche technique et Distribution.
Jurassic Commando (100 Million BC) est un téléfilm américain réalisé par Griff Furst, et diffusé le 22 juin 2008 sur Sci-Fi Channel. C'est un mockbuster du film 10 000 de Roland Emmerich.

## Fiche technique
- Titre original : 100 Million BC
- Réalisation : Griff Furst
- Scénario : Paul Bales (en)
- Sociétés de production : The Asylum
- Photographie : Alexander Yellen
- Musique : Ralph Rieckermann
- Pays d'origine :  États-Unis
- Langue de tournage : anglais
- Genres : Aventures, science-fiction
- Durée : 84 minutes

## Distribution
- Michael Gross : Dr Frank Reno
- Christopher Atkins : Erik Reno
- Greg Evigan : LCDR Ellis Dorn
- Stephen Blackehart : Lieutenant Robert Peet
- Geoff Mead : CPO Lopes
- Wendy Carter : Betty
- Marie Westbrook : Ruth
- Dean Kreyling : Chief « Bud » Stark

## Production

### Lieux de tournage
Le film a été tourné :
- Au Belize :
  - À Caracol
  - À San Ignacio
  - À Chaa Creek (en)
- En Californie :
  - À Los Angeles
  - À West Hills
  - Au parc régional de Wildwood (en), à Thousand Oaks
  - Au parc d'État de Malibu Creek (en), à Calabasas
  - Au Topanga Canyon